# Jindřich Vilém ze Starhembergu
Jindřich Vilém hrabě ze Starhembergu (německy Heinrich Wilhelm Graf von Starhemberg; 28. února 1593 Riedegg, Horní Rakousy – 2. dubna 1675 Vídeň) byl rakouský šlechtic, diplomat, vojevůdce a dvořan. Od mládí působil ve službách Habsburků, nakonec byl dlouholetým nejvyšším maršálkem císařského dvora (1637–1674). V roce 1643 byl povýšen na hraběte.

## Život

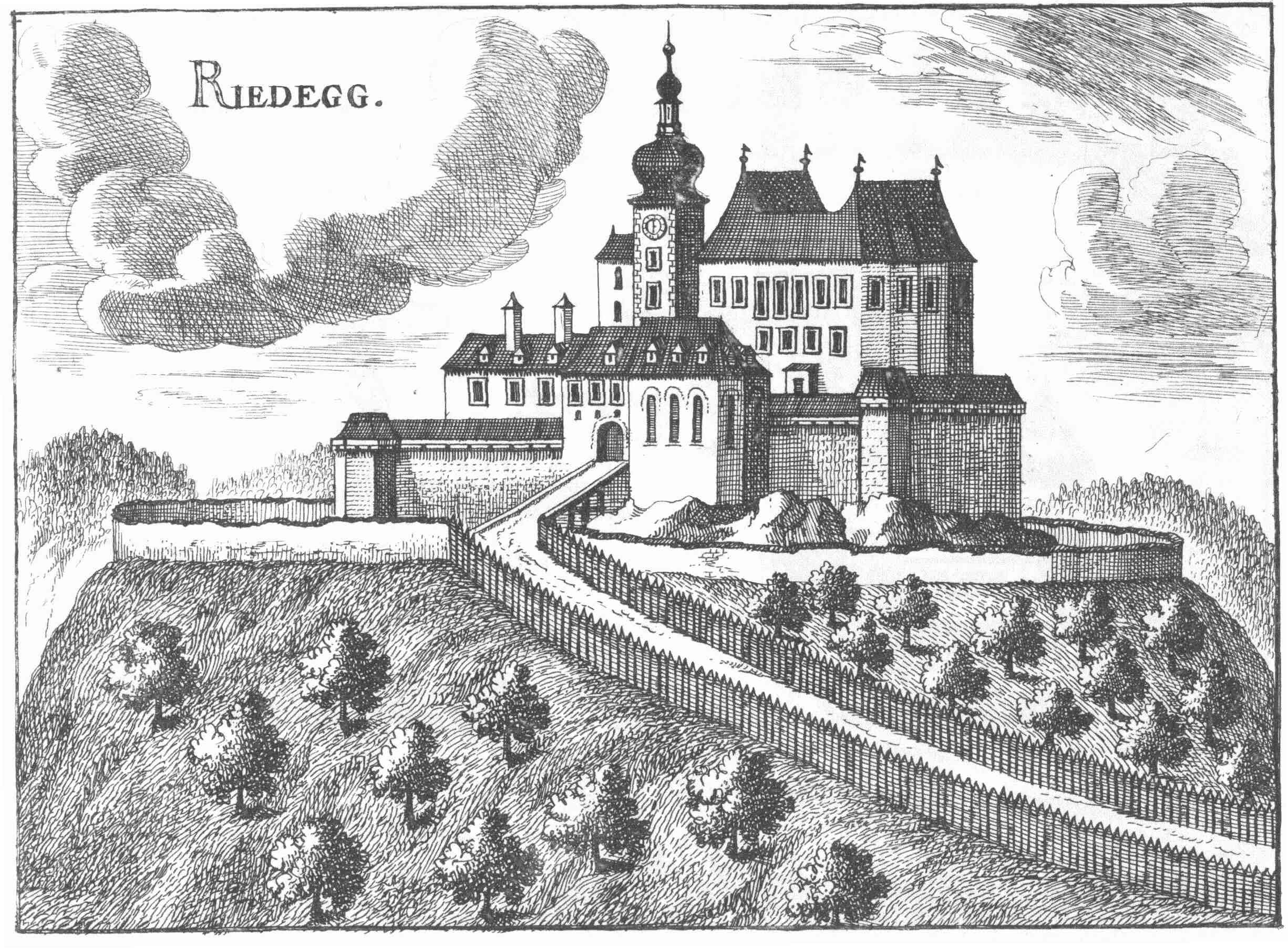
Zámek Riedegg, rodiště Jindřicha Viléma Starhemberga

Pocházel ze starobylého rakouského rodu Starhembergů, narodil se na hornorakouském zámku Riedegg jako nejstarší z pěti synů Reicharda Starhemberga (1570–1613), matka pocházela z rodu Rogendorfů. Po studiích se vydal na kavalírskou cestu po Evropě, procestoval německé země, Nizozemí, Francii, navštívil také Anglii a Irsko. Při pobytu v Itálii došlo ke konfliktu mezi Benátskou republikou a habsburskou monarchií, což mu dalo příležitost uplatnit se již v raném mládí jako diplomat. Jindřich Vilém byl původně jako většina Starhembergů evangelík, později přestoupil na katolickou víru a to mu umožnilo další kariéru v císařských službách. Za třicetileté války bojoval jako velitel vlastního pluku, během selského povstání v Rakousku (1626–1627) se znovu uplatnil jako diplomatický zprostředkovatel a poté patřil k předním osobnostem rekatolizace habsburských zemí.
Ještě za císaře Matyáše byl jmenován císařským číšníkem a v roce 1625 se stal císařským komorníkem. V roce 1634 se stal nejvyšším maršálkem arcivévody Ferdinanda, po jehož boku se zúčastnil tažení za třicetileté války. Po Ferdinandově nástupu na trůn (jako Ferdinand III.) se Starhemberg stal nejvyšším maršálkem císařského dvora a v této funkci setrval i za jeho nástupce Leopolda I. Z titulu své funkce měl významnou úlohu během Leopoldovy volby římským císařem ve Frankfurtu nad Mohanem v letech 1657–1658. V roce 1643 získal říšský titul hraběte (spolu s ním byl do hraběcího stavu povýšen jeho vzdálený bratranec Konrád Baltazar Starhemberg). Od roku 1671 zastupoval Jindřicha Viléma ve funkci nejvyššího maršálka Ferdinand Bonaventura z Harrachu, Starhemberg zůstal ale formálně v úřadu až do roku 1674. Od roku 1656 byl též členem tajné rady.

### Manželství a rodina

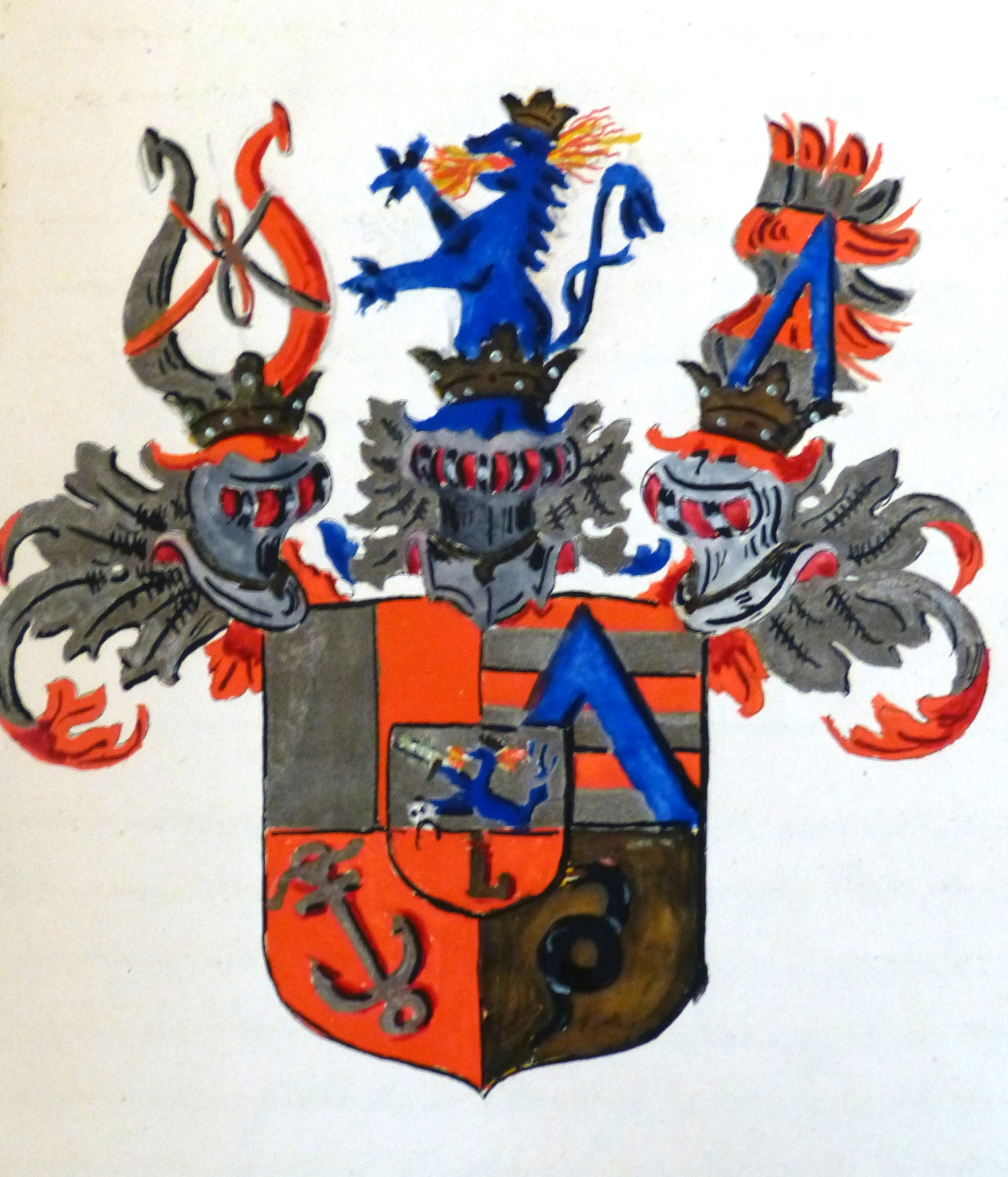
Erb rodu Starhembergů

Byl dvakrát ženatý, jeho první manželkou byla hraběnka Zuzana z Meggau (1615–1662), dcera Leonarda Helfrieda z Meggau, císařského nejvyššího hofmistra. Zuzana spolu se svými sestrami vlastnila v Čechách panství Žleby a Rabštejn nad Střelou jako dědictví po otci. Podruhé se Starhemberg oženil v roce 1662 s hraběnkou Eleonorou Františkou z Lambergu (1636–1689), dcerou diplomata Jana Maxmiliána z Lambergu. Mezi Jindřichem Vilémem a jeho druhou manželkou byl věkový rozdíl 43 let. Podle dochované korespondence současníků (včetně dopisů císaře Leopolda I.) se Starhemberg v době námluv choval značně neadekvátně svému věku a vzbudil tím posměch celého dvora.
Potomstvo měl jen z prvního manželství, jediný syn Kryštof zemřel krátce po narození (1632). Dcera Helena Dorothea (1636–1688) se provdala za svého vzdáleného bratrance Arnošta Rogera ze Starhembergu (1638–1701), který byl polním maršálem a obráncem Vídně v roce 1683. Mladší dcera Marie Anna (1640–1679) byla manželkou hraběte Lobkotta z Kuefsteinu, císařského tajného rady a komořího.